# ケニオン・マーティン・ジュニア
ケニオン・リー・マーティン・ジュニア（Kenyon Lee Martin Jr., 2001年1月6日 - ）は、アメリカ合衆国カリフォルニア州ロサンゼルス出身のプロバスケットボール選手。NBAのユタ・ジャズに所属している。ポジションはスモールフォワード。父のケニオン・マーティンも元NBA選手。

## 経歴

### ハイスクール
高校時代はスコッティ・ピッペン・ジュニア、カシアス・スタンリーとチームメイトだった。
ヴァンダービルト大学へコミットしていたが、後にこれを撤回。高校卒業後にIMGアカデミーで1年間プレーした後、2020年のNBAドラフトにエントリーした。

### ヒューストン・ロケッツ
ドラフト全体52位でサクラメント・キングスから指名され、その後トレードで交渉権がヒューストン・ロケッツへ移動。11月30日にロケッツと契約した。
2020-21シーズンはGリーグのリオグランデバレー・バイパーズで開幕を迎えた。2021年1月4日のオーランド・マジック戦でNBA初出場を果たした。5月8日のユタ・ジャズ戦でキャリアハイとなる27得点を記録した。

### ロサンゼルス・クリッパーズ
2023年7月8日に5チーム間のトレードで、ロサンゼルス・クリッパーズへ移籍した。

### フィラデルフィア・76ers
2023年11月1日にジェームズ・ハーデン、P・J・タッカー、複数のドラフト指名権とのトレードで、マーカス・モリス、ロバート・コビントン、ニコラ・バトゥームと共にフィラデルフィア・76ersへ移籍した。

### ユタ・ジャズ
2025年2月6日、ドラフト2巡目指名権2つとのトレードでフィラデルフィア・76ersからデトロイト・ピストンズにトレードされたが、その後5チームが絡んだトレードによりユタ・ジャズへトレードされた。

## 個人成績

### NBA

#### レギュラーシーズン
| シーズン | チーム | GP  | GS | MPG  | FG%  | 3P%  | FT%  | RPG | APG | SPG | BPG | PPG  |
| -------- | ------ | --- | -- | ---- | ---- | ---- | ---- | --- | --- | --- | --- | ---- |
| 2020–21  | HOU    | 45  | 8  | 23.7 | .509 | .365 | .714 | 5.4 | 1.1 | .7  | .9  | 9.3  |
| 2021–22  | HOU    | 79  | 2  | 21.0 | .533 | .357 | .634 | 3.8 | 1.3 | .4  | .5  | 8.8  |
| 2022–23  | HOU    | 82  | 49 | 28.0 | .569 | .315 | .680 | 5.5 | 1.5 | .5  | .4  | 12.7 |
| 2023–24  | LAC    | 2   | 0  | 15.7 | .400 | .200 | .500 | 1.5 | .5  | 1.0 | .5  | 5.0  |
| 2023–24  | PHI    | 58  | 2  | 12.3 | .544 | .304 | .538 | 2.2 | .9  | .3  | .2  | 3.7  |
| 通算     | 通算   | 266 | 61 | 21.7 | .544 | .337 | .662 | 4.2 | 1.2 | .5  | .5  | 8.9  |